# Ковентрі Сіті
«Ко́вентрі Сіті» (англ. Coventry City Football Club) — футбольний клуб з міста Ковентрі в Західному Мідленді, Англія. Має прізвисько «Небесно-блакитні» через традиційні кольори футболок. Матчі проводить на стадіоні «Ріко Арена» (32609). Найвищим досягненням клубу є здобуття Кубка Англії у 1987 році.

## Історія
«Ковентрі Сіті» було засновано в 1883 році співаками — звідси початкова назва колективу, Singers FC. Singers FC "були дуже успішними в свої перші роки, перемігши в Birmingham Junior Cup послідовно в 1892 і 1893. Вони зіграли свої перші ігри на «Давеллс Філд» до переїзду в «Сток Роуд», а потім, нарешті, «Хайфілд Роуд» в 1898 році. Команда з Мідленду швидко стала футбольним клубом в 1898 році. Цей рік був також роком, коли клуб змінив назву на «Ковентрі Сіті».

### Ранні роки

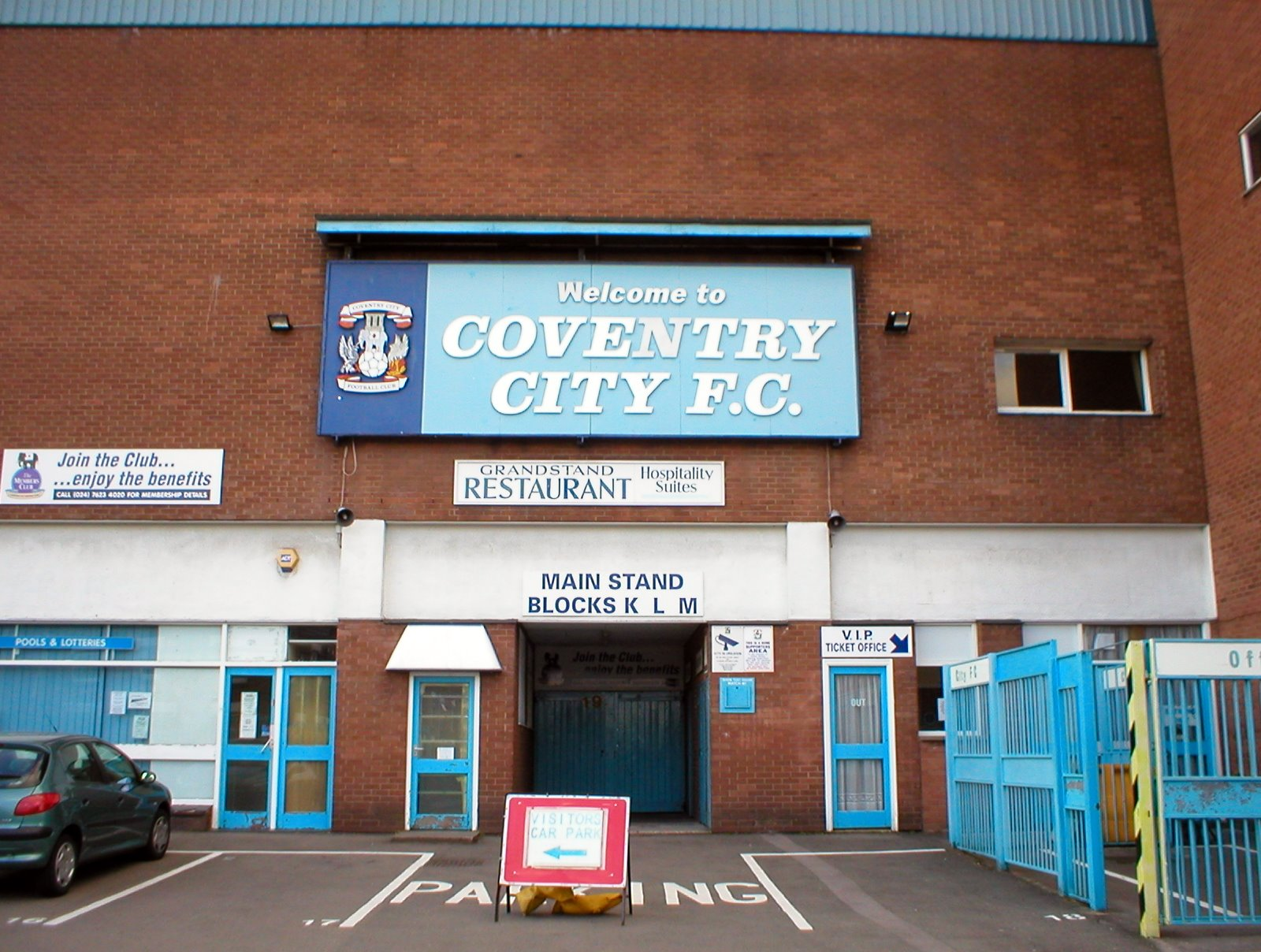
Стадіон «Хайфілд Роуд»

«Сіті» опинився в Південній лізі в 1908 році, провівши більшу частину своїх перших літ в лізі Бірмінгема. До «Ковентрі» почали ставитися серйозно, коли команда вражаюче виступила в Кубку Англії в 1910 році. Перед клубом розкривалися широкі можливості після вибивання команд з Першого Дивізіону, «Престон Норт Енд» і «Ноттінгем Форест». На жаль для «Сіті», колектив був вибитий у чвертьфіналі, а їх хороша форма в Кубку не відображалася лізі. Після Першої світової війни команда потрапила до Другого Дивізіону. Це було свідченням того, наскільки цей клуб домоглася прогресу в короткий проміжок часу. Однак у свій перший сезон у Другому Дивізіоні в 1919 році, вони тільки «на зубах» уникли негайного вильоту. «Сіті» програв свою першу гру в Лізі з рахунком 5:0 вдома «Тоттенгему», і це було знаком прийдешніх подій. Вони не змогли виграти жодної гри в Лізі до Різдва і залишали відкритим питання щодо спасіння до останної гри сезону. На жаль, їх виживання було затьмарене історіями з корупцією, коли клуб звинувачували у договірному матчі між собою і «Бері». «Ковентрі» пережив гарячіі часи у Другому Дивізіоні до 1925 року, коли вилетів до Третього Дивізіону Півночі.

### Золотий період
Через деякий час були забуті 1920-ті, а 1930-ті роки були успішнішим десятиліттям для «Ковентрі». У 1931 році був запрошений колишній гравець «Бернлі», Гаррі Сторер, який відразу ж після бесіди так сильно вразив менеджера. Ветеран забивав багато голів і його «Ковентрі» вдавалося досягати показника у 100 голів за сезон протягом чотирьох сезонів. Клеррі Бьюртон, рекордний бомбардир в історії клубу, також зіграв у цих дивовижних досягненнях свою роль, принісши 49 голів у сезоні 1932 року, а потім 40 м'ячів в наступному сезоні.
Напередодні Другої світової війни, хлопці Сторера ставали все сильнішими. «Сіті» виграв підвищення до Другого Дивізіону у 1936 році і в наступні три сезони вони претендували на просування в Перший Дивізіон. Ліга закінчила свої змагання у 1938 році, і в тому сезоні «Ковентрі» пережив величезний удар, клубу не вистачило для просування до Першого Дивізіону одного очка. Клуб почав поліпшуватися з метою грати на найвищому рівні. Вважається, що якщо б світова війна не відбулася, то «Ковентрі» досяг би еліти.

### Після Другої світової війни
Відновлення змагань Футбольної Ліги в 1945 році принесло «Сіті» сподівання продовжити свій шлях з того місця, де клуб зупинився. Тим не менш, Сторер покинув клуб заради суперників по Мідленду, «Бірмінгем Сіті», тому що він шукав нові виклики. Сторер зробив те, що він не встиг зробити з «Ковентрі», і «Бірмінгем» вийшов у Перший Дивізіон. У 1951 році до «Хайфілд Роуд» повернувся Сторер, тільки щоб вилетіти з клубом в Третій Дивізіон Південь рік по тому. Справи йшли все гірше й гірше для «Ковентрі», і в 1958 році колектив закінчив сезон внизу таблиці Дивізіону 3 Південь і впав до ледь сформованого Дивізіону 4. На щастя, «Сіті» вдалося витягнути себе з підвалу Футбольної Ліги в 1959 році. Це повинно було стати визначальним моментом в історії клубу!

### «Небесно-блакитні» Джиммі Хілла

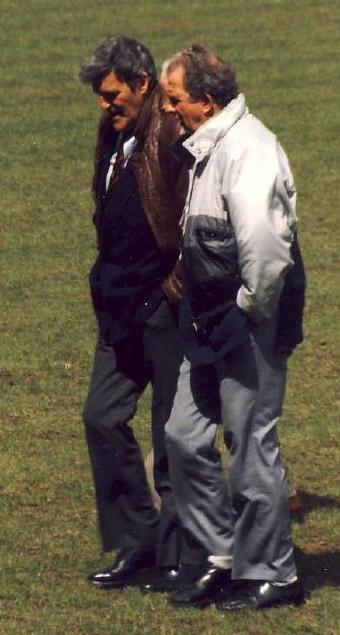
Джиммі Хілл (зліва) та його колишній партнер по «Фулхему» Моріс Кук

У 1960, місто Ковентрі стає відоме своїми автозаводами. Це була не єдина революція в місті, його футбольний клуб, нарешті, почав рухатися в правильному напрямку. По-перше у 1961 році, Джиммі Хілл був призначений менеджером «Ковентрі», і він сказав, що особисто змінить долю клубу. Час Хілла в «Ковентрі» був названий «Ерою „Небесно-блакитних“» у зв'язку зі зміною кольорів майок команди на небесно-блакитні. Початок нової ери змінив стан речей у клубі, а прізвисько пристало до цього дня. Інші цікаві події в той час, які увійшли в історію, були передматчеві розваги і найкращий транспорт для вболівальників. Потяги почали запускати для любителів подорожей на виїзні ігри, в результаті чого фани «Сіті» могли бути присутніми на більшій кількості матчів. Весь час робилось все, що було необхідно для виконання командою своєї місії на полі, і це було саме те, що вони робили!
Усе почалося добре для хлопців Хілла в 1963 році, коли вони користуються гарно виступили в Кубку Англії, коли були зупинені лише «Манчестер Юнайтед» на стадії чвертьфіналу. У наступному сезоні «Сіті» вдалося завоювати срібний кубок переможця Дивізіону 3. Це був масовий переворот в клубі, але, це не може бути більш вражаючим, ніж це було те, що середня відвідуваність на іграх піднялася до 26000 чоловік. Враховуючи велику кількість шанувальників, які дивитися ігри, «Хайфілд Роуд» був перебудований, щоб впоратися із збільшеною кількістю шанувальників.
Все падало під тиском команди Хілла, якому вдалося отримати повну підтримку голови, Дерріка Робінса. Після того, як клуб піднявся до Дивізіону 2 в 1964 році, «Сіті» довелося пережити ще три сезони в другому ешелоні англійського футболу, перш ніж піднятися до Дивізіону 1 в 1967 році. Три роки в Другому Дивізіоні були дуже корисними для клубу, бо як команда продовжувала рости і розвиватися. У тріумфальному сезоні 1966/67, «Небесно-блакитні» провели 25 ігор поспіль непереможно, що зафіксував «Матч століття у Мідленді» в останній день сезону. Суперником на шляху команди був «Вулверхемптон Вондерерз», але «Сіті» вийшов переможцем 3:1 перед забитим вболівальниками «Хайфілд Роуд» (51455).
«Ковентрі», нарешті, отримав змогу зіграти у футбол найвищого рівня, те, до чого вони були близькі з Гаррі Сторером в 1940 році. Однак, новий рятівник клубу шокував усіх, як і Сторер після Другої світової війни. Напередодні великих змагань у Першому Дивізіоні у сезоні 1967/68, Хілл пішов у відставку з посади менеджера, щоб зробити кар'єру на телебаченні. Для багатьох це здавалося початком кінця для «Сіті», який мав приступити до самого складного завдання в історії клубу.

### Після Джиммі Хілла
Після від'їзду Джиммі Хілла «Ковентрі» призначив Ноела Кантвелла як нового менеджера. Його царювання погано почалося з конфлікту з ключовими гравцями, Яном Гібсоном і Джорджем Кертісом, що мало серйозні наслідки. Незважаючи на надану на трансфери суму £ 300,000, хлопці Кантвелла залишилися в еліті лише в останній день сезону з нульовою нічиєю проти «Саутгемптона» на «Делл». Хоча клубне грав, а боровся в Першому Дивізіоні, натовпи на «Хайфілд Роуд» зростали, середня відвідуваність того сезону склала рекордні 34500 глядачів за матч, що не було жодного разу досягнуто з тих пір.
Другий сезон у Дивізіоні 1 виявився практично ідентичний першому. Фіналісти Кубка Англії, «Лестер Сіті», були командою, яка боролася за спасіння проти «Ковентрі». Але «Лисиці» програли свою останню гру сезону «Манчестер Юнайтед», подарувавши «Ковентрі» третій сезон в Першому Дивізіоні.
Після двох сезонів у підвалі Дивізіону 1, «Ковентрі» вдалося кваліфікуватися до Європи після фінішу на вражаючому шостому місці в лізі. Тому 1970 є знаковим для клубу — він боровся проти еліти Європи. «Сіті» вдалося перевершити місцевих конкурентів, «Вулвз» на один гол і потрапити у Європу. «Небесно-блакитні» почали свою європейську кампанію з переконливої перемоги над болгарською командою «Тракія» (Пловдив). «Сіті» в нагороду за їх перший тріумф отримав «матч мрії» проти європейських гігантів «Баварії» з Мюнхена. На жаль, воротар Білл Глезер отримав травму в грі, що дорого коштувало для «Сіті». Хлопці Кантвелла програли 6:1 німцям і, отже, були вибиті з Європи.

### Падіння
У 1972 році Ноел Кантвелл був звільнений з посади менеджера «Ковентрі Сіті». Людина, у якої він взяв роботу, Джиммі Хілл, повернувся до клубу в 1975 році як управляючий директор, а потім став головою. Повернення рятівника не могло зупинити зростаючі фінансові проблеми клубу, які змусили «Сіті» продати більшу частину своїх ключових гравців. На полі, тим не менш, «Сіті» був на піку форми, забивши 75 голів у сезоні 1977/78.
У 1980 році «Хайфілд Роуд» був перетворений на повністю місцевий стадіон. Тим не менш, клуб розпочав затяжне падіння на полі. Це означало, що уболівальникам це набридло, і середня відвідуваність знизилася до 10000 чоловік. В результаті Хілл покинув клуб в 1983 році, і Боббі Гоулд замінив Дейва Секстона на посаді менеджера. Погана форма «Сіті» нікуди не зникла, і вони зуміли уникнути вильоту лише в останній день сезону третій рік поспіль.

### Блиск і злидні Кубку Англії
Менеджери приходили і відходили у «Хайфілд Роуд» від Кантвелла і до 1986 року, коли Джордж Кертіс і Джон Стіллетт з'явилися, щоб спробувати змінити долю клубу. У 1987 році, протягом дванадцяти місяців з дня прийняття роботи, Кертіс і Стіллетт привели «Сіті» у фіналі Кубок Англії з футболу|Кубка Англії. «Вемблі» став свідком одного з найкращих фіналів останнім часом між «Ковентрі Сіті» і «Тоттенгемом». «Сіті» вдалося виграти з рахунком 3:2, забивши вирішальний гол у додатковий час.
Було мужньо і рішучо, що «Ковентрі» виграв фінал Кубка в цьому році, а також те, що команда зарекомендувала себе як команда середини таблиці. Після їх виграшу Кубку Англії Кертіс і Стіллетт зберегли для «Небесно-блакитних» їх статус у середині таблиці, але вони два рази поспіль отримували шок від Кубок Англії з футболу|Кубка Англії, програвши «Саттону», а потім «Нортгемптону» на наступний рік. Це було визнано незадовільним серед прихильників і менеджери отримали відставку в 1990 році, і колишній капітан збірної Англії Террі Бутчер вступив на цю «гарячу» посаду. Правління недосвідченого Бутчера як менеджера тривало тільки 14 місяців, а в 1992 році «Сіті» запросив Боббі Гоулда як менеджера.

### Прем'єр-ліга
Початок життя у Прем'єр-лізі був відносно стабільним для «Сіті». Після підтримання клубу в середині таблиці протягом декількох років, Гоулд залишив посаду менеджера залишивши помічника Філа Ніла на своєму місці. Ніл відпрацював тільки 16 місяців, а в лютому 1995 року Рон Аткінсон очолив клуб. «Біг Рону» вдалося притягнути глядачів на трибуни знову, але, на жаль, мало що змінилося на футбольному полі. У листопаді 1996 року, коли насувалася чергова битва за виживання, Аткінсон пішов, залишивши головним свого помічника Гордона Страчана, який став останньою людиною, що тримала на плаву клуб з «Хайфілд Роуд». Страчану вдалося утримати «Сіті» в елітному дивізіоні, коли клуб уник падіння в сезоні 1996/97, тільки розбивши «Тоттенгем» в останній день сезону.
Другий сезон Страчан буде працювати більш плавно, клуб стояв осторонь від боротьби за невиліт в нижчу лігу і вийшов на чверть фінал Кубок Англії з футболу|Кубка Англії. Команду надихнули нападник Діон Даблін і вінгер Даррен Хакербі, які допомогли пролити певне світло на той похмурий час для «Сіті» в англійській Прем'єр-лізі.
У 1999 році в складі «Сіті» були деякі з найкращих гравців, яких клуб бачив за довгий час у «Хайфілд Роуд», такі, як Діон Даблін, Даррен Хакербі, Роббі Кін, Гарі Макаллістер і Мустафа Хаджі. На жаль, «Небесно-блакитні» діяли як машина з продажу — Макалістер переїхав в «Ліверпуль»; після одного сезону в «Ковентрі» Кін переїхав в «Інтер» за 13 млн фунтів стерлінгів. Продажі цих ключових гравців призвело до неминучого, і в сезоні 2000/01 «Ковентрі» вилетів, після 34 років гри у футбол вищого рівня.

### «Сіті» в Чемпіонаті
«Ковентрі» так і не зміг знайти дорогу назад до вищого дивізіону Англії, і команда застрягла в середині таблиці Чемпіонату. Вилетівши, «Сіті» не опускався нижче певного рівня, і ніколи не зупинявся на менеджерах. Після від'їзду Страчан у вересні 2001 року, «Сіті» дало роботу менеджерам Роланду Нільссону, Гарі Макаллістеру, Еріку Блеку, Пітеру Ріду, Міккі Адамсу, Адріану Хіту, Іану Дауї. Ковентрі покинув «Хайфілд Роуд» в серпні 2005 року переїхавши у свій новий дім, «Райко Арену» — стадіон з 32000 місць для сидіння. Деякий час у клубі працював Кріс Коулмен, і все нібито свідчило про підйом для клубу. Але підйому так і не сталося, більше того, у сезоні 2011-12 «небесно-блакитні» зайняли передостаннє 23-те місце та вибули до Першої Футбольної Ліги.
У сезоні 2022/23 зайняли 5 місце в Чемпіоншипі, а у плей-оф дійшли до фіналу. 27 травня 2023 року в вирішальному матчі за вихід до АПЛ команда поступилась «Лутон Тауну»  на стадіоні Вемблі лише в серії пенальті.

## Досягнення
Дивізіон 2
- Переможець: 1966/67
- Третій призер: 1965/66

Дивізіон 3
- Переможець: 1963/64

Дивізіон 3 (Південь)
- Переможець: 1935/36

Дивізіон 4
- Другий призер: 1958/59

Кубок Англії
- Володар: 1986/87

Кубок Дивізіону 3 (Південь)
- Володар: 1935/36

Молодіжний Кубок Англії
- Володар: 1986/87
- Фіналіст: 1967/68, 1969/70, 1998/99, 1999/2000

## Рекорди клубу

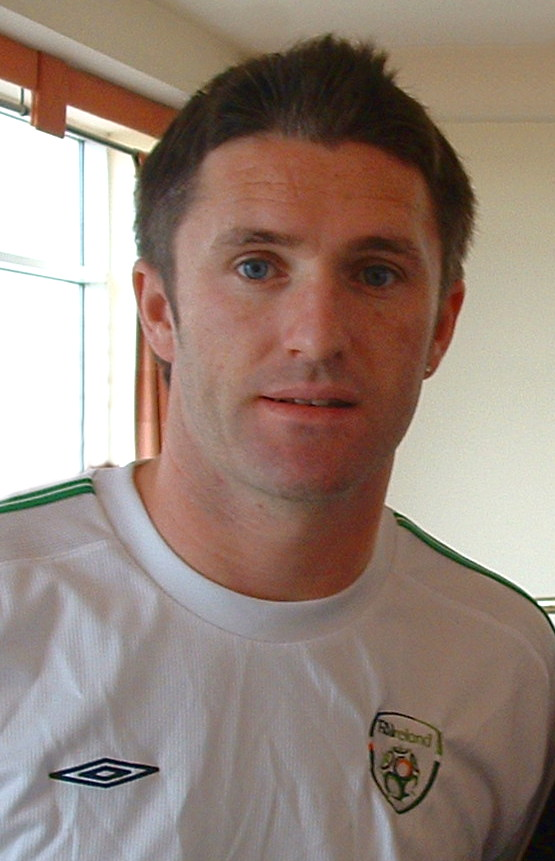
Роббі Кін

Рекордна відвідуваність: 51455 проти Вулверхемптон, Дивізіон 2, 29 квітня 1967 року
Найбільша кількість очок: 63, Дивізіон 1, сезон 1986/87
Найбільша перемога: 9:0 над «Бристоль Сіті», Дивізіон 3 (Південь), 15 квітня 1930 року
Найбільша поразка: 2:10 від «Норвіч Сіті», Дивізіон 3 (Південь), 15 березня 1930 року
Найбільше матчів: 601, Стів Огрізовіч, 1984—2000 рр.
Найбільша сума сплачених коштів: 6 млн фунтів стерлінгів «Вулвергемптон Вондерерз» за Роббі Кіна, серпень 1999 року
Найбільша сума отриманих коштів: 13 млн фунтів стерлінгів від «Інтера» за Роббі Кіна, 2000